# Sariwon
Thành phố Sariwŏn (Sariwŏn-si, Hán Việt là Sa Lý Viện thị), là thủ phủ của tỉnh Hwanghae-puk, Cộng hòa Dân chủ Nhân dân Triều Tiên. Dân số thành phố này là 310.100 người. Tại đây có bệnh viện nhi lớn và có tổ hợp nhà máy phân bón kali, viện nông nghiệp, đại học địa chất, đại học y khoa, đại học sư phạm.

## Phân cấp hành chính
Sariwŏn được phân cấp thành 31 tong (phường) và 9 ri (xã):
| - Ch'ŏlsan-dong - Kuch'ŏn 1-dong - Kuch'ŏn 2-dong - Kuch'ŏn 3-dong - Kuch'ŏn 4-dong - Kwangsŏng-dong - Kyŏng'am-dong - Man'gŭm-dong - Ŏsu-dong - Puk 1-dong - Puk 2-dong - Puk 3-dong - Puk 4-dong - Sangha-dong - Sangmae 1-dong - Sangmae 2-dong - San'ŏp-tong - Sinch'ang-dong - Sinhŭng 1-dong - Sinhŭng 2-dong | - Sinyang-dong - Sŏngmun-dong - Sŏri-dong - Taesŏng-dong - Tong 1-dong - Tong 2-dong - Torim-dong - Ŭnbyŏl-dong - Unha 1-dong - Unha 2-dong - Wŏnju-dong - Chŏngbang-ri - Haesŏ-ri - Kuryong-ri - Migong-ri - Munhyŏl-li - Pungŭi-ri - Sŏnch'ŏng-ri - Sŏngsal-li - Taeryong-ri |

## Y tế
Sariwŏn có bệnh viện nhi duy nhất (do người Hungary thành lập vào những năm 1950) trong toàn khu vực; nó phục vụ 16 quận và 500.000 trẻ em và thanh thiếu niên hàng năm.

## Công nghiệp
Sariwŏn có Tổ hợp phân bón Potassic/Potash Fertilizer Complex và một nhà máy sản xuất máy kéo.

## Giáo dục
Các tổ chức giáo dục bao gồm Đại học Nông nghiệp, Đại học Địa chất, Đại học Y khoa, Đại học Giáo dục số 1 và 2 và Trường Cao đẳng Dược Koryŏ Sariwŏn.

## Du lịch
"Phố văn hóa dân gian Sariwŏn" được xây dựng dưới thời Kim-Jong-il. Được xây dựng để hiển thị một bức tranh lý tưởng về Triều Tiên cổ đại, nó bao gồm các tòa nhà theo "phong cách lịch sử" và một bộ sưu tập pháo cổ xưa của Triều Tiên. Mặc dù nó được coi là một trò giải trí lãng mạn hóa không chính xác của một đường phố Triều Tiên cổ đại, nó thường được sử dụng làm điểm đến cho người nước ngoài trong các chuyến du lịch chính thức của chính phủ. Nhiều tòa nhà kiểu Triều Tiên cổ tồn tại trong thành phố.

## Giao thông
Sariwŏn được phục vụ bởi tuyến đường sắt Sariwŏn Ch'ŏngnyŏn và một số ga khác của cả hai tuyến P'yŏngbu và Hwanghae Ch'ŏngnyŏn của Korean State Railway.

## Khí hậu
Sariwŏn có khí hậu lục địa ẩm (phân loại khí hậu Köppen: Dwa). 
| Dữ liệu khí hậu của Sariwŏn             | Dữ liệu khí hậu của Sariwŏn | Dữ liệu khí hậu của Sariwŏn | Dữ liệu khí hậu của Sariwŏn | Dữ liệu khí hậu của Sariwŏn | Dữ liệu khí hậu của Sariwŏn | Dữ liệu khí hậu của Sariwŏn | Dữ liệu khí hậu của Sariwŏn | Dữ liệu khí hậu của Sariwŏn | Dữ liệu khí hậu của Sariwŏn | Dữ liệu khí hậu của Sariwŏn | Dữ liệu khí hậu của Sariwŏn | Dữ liệu khí hậu của Sariwŏn | Dữ liệu khí hậu của Sariwŏn |
| Tháng                                   | 1                           | 2                           | 3                           | 4                           | 5                           | 6                           | 7                           | 8                           | 9                           | 10                          | 11                          | 12                          | Năm                         |
| --------------------------------------- | --------------------------- | --------------------------- | --------------------------- | --------------------------- | --------------------------- | --------------------------- | --------------------------- | --------------------------- | --------------------------- | --------------------------- | --------------------------- | --------------------------- | --------------------------- |
| Trung bình ngày tối đa °C (°F)          | 0.3 (32.5)                  | 2.2 (36.0)                  | 8.0 (46.4)                  | 15.9 (60.6)                 | 21.8 (71.2)                 | 26.0 (78.8)                 | 28.1 (82.6)                 | 28.1 (82.6)                 | 24.2 (75.6)                 | 18.4 (65.1)                 | 9.9 (49.8)                  | 2.0 (35.6)                  | 15.4 (59.7)                 |
| Trung bình ngày °C (°F)                 | −4.8 (23.4)                 | −3.0 (26.6)                 | 3.0 (37.4)                  | 10.2 (50.4)                 | 16.1 (61.0)                 | 20.8 (69.4)                 | 24.2 (75.6)                 | 23.9 (75.0)                 | 19.2 (66.6)                 | 12.5 (54.5)                 | 4.8 (40.6)                  | −2.5 (27.5)                 | 10.4 (50.7)                 |
| Tối thiểu trung bình ngày °C (°F)       | −9.8 (14.4)                 | −8.2 (17.2)                 | −2.0 (28.4)                 | 4.5 (40.1)                  | 10.4 (50.7)                 | 15.6 (60.1)                 | 20.3 (68.5)                 | 19.8 (67.6)                 | 14.2 (57.6)                 | 6.6 (43.9)                  | −0.2 (31.6)                 | −7.0 (19.4)                 | 5.3 (41.6)                  |
| Lượng Giáng thủy trung bình mm (inches) | 12 (0.5)                    | 15 (0.6)                    | 26 (1.0)                    | 40 (1.6)                    | 80 (3.1)                    | 109 (4.3)                   | 296 (11.7)                  | 198 (7.8)                   | 105 (4.1)                   | 38 (1.5)                    | 39 (1.5)                    | 17 (0.7)                    | 975 (38.4)                  |
| Nguồn: Climate-Data.org                 |                             |                             |                             |                             |                             |                             |                             |                             |                             |                             |                             |                             |                             |

## Thành phố kết nghĩa
- Lahore, Pakistan[2]
- Rafael Lara Grajales, Mexico[3]